# Phaeogenes maculicoxa
Phaeogenes maculicoxa är en stekelart som först beskrevs av Maximilian Spinola 1851.  Phaeogenes maculicoxa ingår i släktet Phaeogenes och familjen brokparasitsteklar. Inga underarter finns listade i Catalogue of Life.